# Lipníkovské
Lipníkovské este o arie protejată (arie specială de conservare — SAC, sit de importanță comunitară — SCI) din Slovacia întinsă pe o suprafață de 79,44 ha, integral pe uscat.

## Localizare
Centrul sitului Lipníkovské este situat la coordonatele 48°59′14″N 17°55′48″E / 48.987222°N 17.93°E.

## Înființare
Situl Lipníkovské a fost declarat sit de importanță comunitară în octombrie 2011 pentru a proteja 26 de specii de animale. Situl a fost protejat și ca arie specială de conservare în august 2011.

## Biodiversitate
Situată în ecoregiunea alpină, aria protejată conține 1 habitat natural: Fânețe de joasă altitudine (Alopecurus pratensis, Sanguisorba officinalis).
La baza desemnării sitului se află mai multe specii protejate:
- păsări (23): uliu porumbar (Accipiter gentilis), pițigoi codat (Aegithalos caudatus), fâsă de pădure (Anthus trivialis), șorecarul comun (Buteo buteo), cânepar (Carduelis cannabina), florinte (Carduelis chloris), botgros (Coccothraustes coccothraustes), porumbel gulerat (Columba palumbus), cristeiul de câmp (Crex crex), cuc (Cuculus canorus), măcăleandru (Erithacus rubecula), vânturel roșu (Falco tinnunculus), cinteză (Fringilla coelebs), frunzăriță galbenă (Hippolais icterina), grelușelul-de-tufiș (Locustella fluviatilis), grangur (Oriolus oriolus), pițigoi de brădet (Parus ater), pițigoi mare (Parus major), viespar (Pernis apivorus), țiclete (Sitta europaea), silvie cu cap negru (Sylvia atricapilla), silvie de zăvoi (Sylvia borin), sturz-cântător (Turdus philomelos)
- amfibieni (1): izvoraș-cu-burta-galbenă (Bombina variegata)
- nevertebrate (2): phengaris nausithous (Maculinea nausithous), Maculinea teleius

Pe lângă speciile protejate, pe teritoriul sitului au mai fost identificate 1 specie de păsări, 1 specie de nevertebrate.